# Inmaculada García Rioja
Inmaculada García Rioja (Burgos, 1954-Zamora, 25 de febrero de 2025) fue una médica y política española.

## Biografía
María Inmaculada García Rioja nació en Burgos (1954). Se licenció en Medicina en la Universidad de Salamanca, y desarrolló su actividad médica como médico de familia en el Centro de Salud de Puebla de Sanabria (Zamora).
Su carrera política, vinculada al Grupo parlamentario Socialista (1994) durante más de tres décadas, se desarrolló en las Cortes de Castilla y León. Entre las responsabilidades que asumió destacan: secretaria de Organización, procuradora en las Cortes de Castilla y León, portavoz de Sanidad del Grupo Parlamentario Socialista y Vicesecretaría general del Partido Socialista de Castilla y León bajo el dirección de Antidio Fagúndez.
En 2020 presentó su dimisión por dar positivo por alcoholemia, pero regresó en 2022, siendo la número tres en la papeleta del PSOE a las Cortes de Castilla y León, por la provincia de Zamora.
En las Cortes de Castilla y León formó parte de la Comisión de Medio Ambiente, Vivienda y Ordenación del Territorio, de la Comisión de Sanidad y de la Comisión de Relaciones con el procurador del Común.
Falleció el 25 de febrero de 2025, a los 70 años, en el Hospital Virgen de la Concha, donde se encontraba hospitalizada desde hace varios días.